# Theodor Lewald

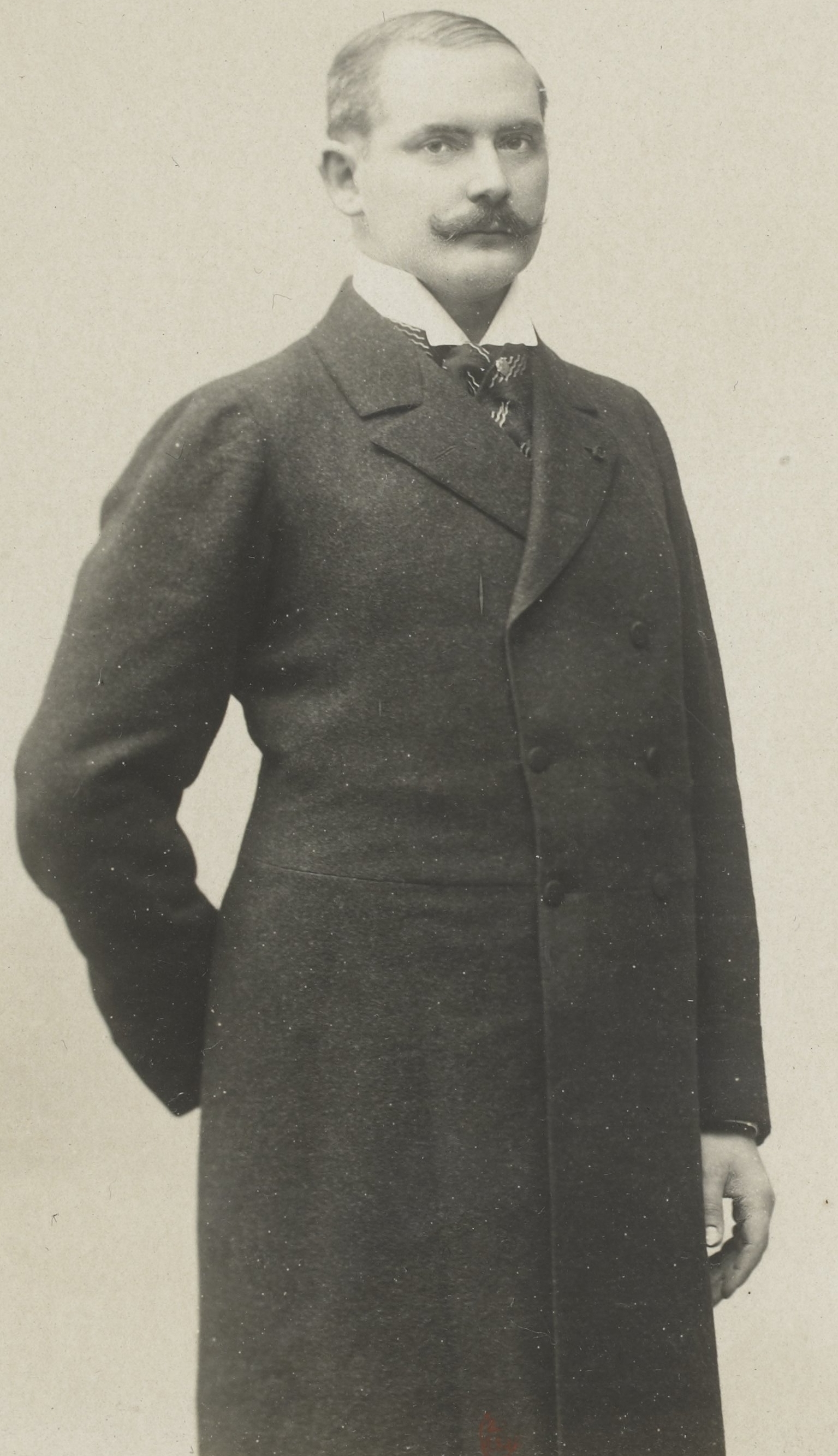
Lewald um 1900

Theodor Lewald (* 18. August 1860 in Berlin; † 15. April 1947 ebenda) war ein hochrangiger Verwaltungsbeamter des Deutschen Reiches, Sprecher für die Reichsregierung im Deutschen Reichstag, Mitglied im Exekutivkomitee des Internationalen Olympischen Komitees, deutscher Sportfunktionär und Vorsitzender des Organisationskomitees der Olympischen Spiele 1936.

## Jugendjahre
Theodor Lewald war jüngster Sohn des königlichen Justizrates und Rechtsanwaltes Martin Heinrich Otto Lewald und Caroline Elisabeth Lewald, geborene Althaus. Seine väterlichen Vorfahren waren Juden aus dem Raum Königsberg. Die Familie Lewald konvertierte zum Protestantismus. Seine Mutter stammte aus einer protestantischen Pfarrersfamilie.
Er besuchte das königliche Friedrich-Wilhelm-Gymnasium in Berlin. Während seiner Schulzeit 1873 starb sein Vater.
Sein Jurastudium begann er 1878 an der Universität zu Berlin, um anschließend auch in Heidelberg und Leipzig zu studieren. In Heidelberg wurde Lewald Mitglied der Verbindung Rupertia. Während seines Studiums wurde er von den Lehren Treitschkes beeinflusst. Sein Examen machte er in Berlin und diente anschließend 1883/84 als Einjährig-Freiwilliger beim Militär. 1886 wurde er zum Leutnant der Reserve ernannt.
So durchlief er alle Karrierestationen, die als Voraussetzung für den höheren Staatsdienst galten, und die durch die Berliner Gesellschaft als standesgemäß betrachtet wurden. Im Sommer 1885 trat er in die preußische Verwaltung ein und arbeitete im Bezirk Kassel, Homberg, Kirchhain und Hanau. 1888 legte er die Assessorprüfung ab, woraufhin er in das Oberpräsidium der Provinz Brandenburg nach Potsdam berufen wurde. In dieser eher kleinen Behörde unterstand er direkt dem ehemaligen preußischen Minister für öffentliche Arbeiten Heinrich von Achenbach. Zudem machte Lewald in der Berliner Gesellschaft wichtige Bekanntschaften. Hilfreich war der Umstand, dass seine Tante Fanny Lewald einen Salon in Berlin unterhielt.

## Beamter im Kaiserreich
Im Oktober 1891 wechselte Lewald vorläufig aus dem preußischen Verwaltungsamt in das Reichsverwaltungsamt, wo er endgültig am 2. Juni 1894 in den Regierungsrat im Reichsamt des Inneren übernommen wurde. Dort wurde er mit einer Vielzahl an verschiedenen Verwaltungsaufgaben betraut.
Durch seine Sprachkenntnisse (Englisch, Französisch, Italienisch) war er 1893 dem Reichskommissariat für die Weltausstellung in Chicago zugeteilt. Vor Ort betreute und löste er den deutschen Stand auf. Während dieser Zeit knüpfte er wichtige Kontakte in Politik und Wirtschaft, die ihm bei den weiteren Ausstellungen 1900 in Paris und 1904 in St. Louis von Nutzen waren. Der 1897 zum Geheimen Regierungsrat und Vortragenden Rat Beförderte betreute 1900 als stellvertretender Kommissar ein Jahr lang den deutschen Pavillon. In Paris kam er zum ersten Mal in Kontakt mit den Olympischen Spielen, die wie auch 1904 Teil der Weltausstellung waren. In St. Louis ließ er als Reichskommissar, in dessen Bereich Kultur und Sport fielen, eine deutsche Olympiamannschaft vom Deutschen Reich mitfinanzieren, und förderte auch in der Folgezeit Technik, Wissenschaft, Kultur und Sport. Unter anderem kaufte er das erste Luftschiff für das Reich und wendete den Konkurs der Zeppelinwerft ab. Erst 1910 jedoch kam es zur Beförderung zum Ministerialdirektor und gleichzeitig wurde er Bevollmächtigter beim Bundesrat. Dort musste er sich vermehrt mit der Tagespolitik auseinandersetzen. Er stand dem Parlamentarismus jedoch eher fremd gegenüber und konnte sich mit seiner neuen Stellung nicht so recht identifizieren.
Nach dem Kriegsbeginn 1914 war Lewald in der obersten ministeriellen Verwaltung der eroberten Gebiete in Belgien und im polnischen Teil des Zarenreichs. Gerade in dieser Zeit zeigte sich sein breit gestreutes politisches Engagement. Zu seinem Bekanntenkreis gehörten unter anderem Walther Rathenau (später DDP) und Philipp Scheidemann (SPD). Er war jedoch auch im kaisertreuen und konservativen Kaiserlichen Automobilklub (KAC, später AvD) Mitglied. 1917 kam es zur Beförderung zum Unterstaatssekretär. Er übernahm die Verhandlungen mit Österreich über Polen und hatte dabei eine entscheidende Rolle inne.
Im Juli 1918 erreichte Lewald seinen persönlichen Karrierehöhepunkt im deutschen Kaiserreich, als er zum „Wirklich Geheimen Rat mit Prädikat Exzellenz“ befördert wurde und in dieser Eigenschaft den innenpolitischen Teil der Abdankungsrede, welche von Prinz Max von Baden vorgelesen wurde, formulierte.

## Tätigkeiten in der Weimarer Republik ab 1918
Nach dem Ende der Kaiserzeit setzte Lewald seine politische Karriere fort. Es zeigte sich in den Folgejahren, dass er kaum politischen Einfluss verlor. In den Anfangsjahren der Weimarer Republik konnte er mit seiner Erfahrung die politische Führung unterstützen. Er blieb zunächst Chef der Zivilverwaltung Polens und versuchte die Neuordnung des Reiches mitzugestalten. Entgegen seinem bisherigen Verhalten musste er sich nun zu einer politischen Richtung bekennen und schloss sich der rechtsliberalen Deutschen Volkspartei (DVP) an. Die erste Bewährungsprobe wurde der Kapp-Putsch am 13. März 1920. Die Verweigerung der Beamten zur Kooperation mit den Putschisten half den Staatsstreich zu verhindern. Theodor Lewald leitete als Dienstältester die Verhandlungen mit den putschenden Generälen. Auch beim unmittelbar folgenden Ruhraufstand übernahm Lewald eine zentrale Rolle innerhalb der Reichsverwaltung und war mitverantwortlich für dessen Niederschlagung. Im Jahr 1921 wurde er Staatssekretär im Reichsministerium des Innern.
Trotz seiner Verdienste kam es am 11. November 1921 zum Ausscheiden aus dem Amt. Seine politische Haltung und das Generationsproblem führten zu dieser Trennung, zumal er Mitglied der DVP geworden war. Nach seiner Beamtenkarriere konnte sich Lewald auf seine vielen Ehrenämter konzentrieren. Im Jahr 1931 wurde er zum Präsidenten des Deutschen Akademischen Austauschdienstes ernannt.

## Sportfunktionär

### In übergeordneten Gremien
Theodor Lewald hatte nie selber aktiv Sport getrieben, jedoch kam er im Rahmen seiner Tätigkeit als Beamter mit diesem in Verbindung. Bereits bei seiner Beschäftigung bei den Weltausstellungen setzte er sich für eine Entsendung und Finanzierung einer deutschen Olympiamannschaft ein. Für ihn war Sport eher ein kultureller Gegenstand mit besonderen Normen und Werten, mit denen er das Reich repräsentieren wollte. Sein Engagement für die Ausrichtung und Finanzierung der Olympischen Spiele in Berlin 1916 unter staatlicher Führung, diente seiner Meinung nach dem Zweck, ein international anerkanntes Ereignis nach Deutschland zu holen. Sport sollte im ersten Sinne dem Staat dienen.
1919 übernahm er politisch motiviert den Vorsitz des deutschen Reichsausschusses für Leibesübungen von Victor von Podbielski. Seiner Auffassung nach zerstörten die Auswirkungen des Versailler Vertrages und die damit einhergehende Aufhebung der allgemeinen Wehrpflicht die im Heer verankerte „Schule der körperlichen Erkräftigung, Gewöhnung an Sauberkeit, Ordnung und Disziplin“. Ab 1924 vertrat Lewald die Weimarer Republik im Internationalen Olympischen Komitee. Zwei Jahre zuvor, 1922, hatte er mit Carl Diem die Deutsche Hochschule für Leibesübungen gegründet. Da das Reich keine Kompetenzen im Hochschulwesen hatte, wählte Lewald eine Konstruktion analog der Kaiser-Wilhelm-Gesellschaft, sodass die Forschung auf dem Gebiete der Theorie der Leibesübungen konstitutiver Bestandteil wurde. Um Diem als Leiter der Hochschule zu etablieren, gewann er den sportinteressierten Mediziner August Bier als Rektor, der sich im Gegenzug für Carl Diem mit einem Dr. h. c. med. der Berliner Universität erkenntlich zeigte. Es sollte in der Hochschule nicht nur für den Spitzensport, sondern auch für Sport zur Steigerung der Produktivität im Arbeitsprozess geforscht werden. Der Sport sollte die durch die fehlende Wehrpflicht entstandene Lücke schließen. Daher setzte sich Lewald für die Aufwertung der Leibesübungen ein. Es wurde mit der Hochschule für Leibesübungen eine Ausbildungsstätte für Sportlehrer geschaffen. Mit dem Bau des Deutschen Stadions und des umliegenden Sportforums entstanden neue Wettkampfstätten.

### Olympische Bewegung

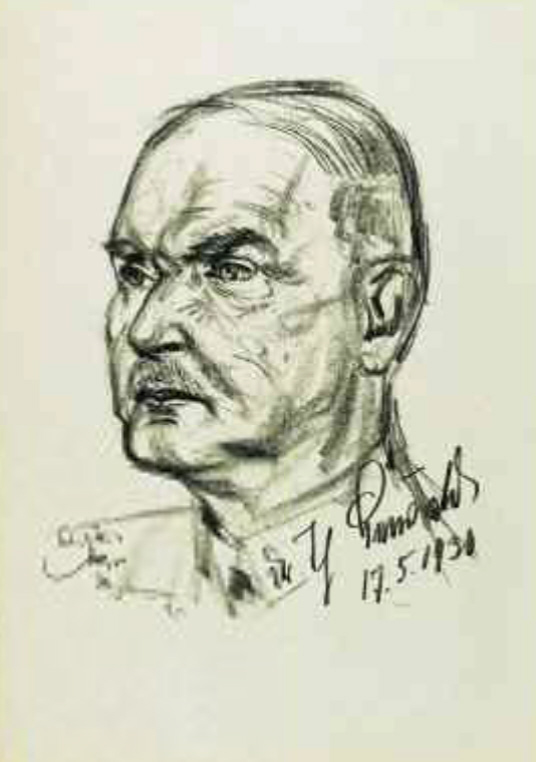
Theodor Lewald (porträtiert von Emil Stumpp, 1930)

Lewald bemerkte, dass der Sport nicht nur dazu diente, „in Reih und Glied in die Arbeit für den Wiederaufbau des Vaterlandes“ nach dem Ersten Weltkrieg einzustehen, sondern auch zur Wiederherstellung des Vertrauens an Deutschland dienen könnte. Dabei sah er die von Carl Diem initiierten Deutschen Kampfspiele als eine Vorbereitung für die Olympischen Spiele, von denen Deutschland im Zuge des Ersten Weltkrieges ausgeschlossen worden war. Auf dem „politischen neutralen Gebiet der Leibesübungen“ wollte er dem Reich national zu innerer Einigkeit und international zu Anerkennung verhelfen.
Durch seine klassische Bildung war Lewald vertraut mit dem Gedanken der Olympischen Spiele der Antike. Wie bereits erwähnt, kam es bei den Weltausstellungen zu den ersten Kontakten mit den Spielen der Neuzeit. Hierbei genoss er den Status und das Flair, den das Internationale Olympische Komitee (IOC) umgab. Es hatte für ihn den Anschein eines exklusiven internationalen Klubs, welcher eher seine Schwerpunkte auf dem gesellschaftlich-kulturellen denn auf dem sportlichen Gebiet sah. Durch seine Erziehung, Karriere und Interessen hatte er Personen mit gleicher Gesinnung um sich, sodass sie ihn 1924 in das IOC und 1927 in das Exekutivkomitee wählten. Bereits 1927 begann Lewald die Möglichkeit einer Austragung der Olympischen Spiele in Deutschland zu sondieren, um die Wiederaufnahme des Reiches in die internationale Sportbewegung zu prüfen. Auch in dieser Position sah er sich als Botschafter des Reiches. Lewald ist es zu verdanken, dass das Deutsche Reich 1928 wieder in die internationale Sportgemeinschaft aufgenommen wurde und die Spiele in Amsterdam erfolgreich auf Platz 2 der inoffiziellen Nationenwertung abschloss. Dieser Erfolg brachte das erhoffte internationale Renommee, sodass Lewald die Chance sah, sich nochmal um die Ausrichtung der Spiele zu bewerben. Am 28. Mai 1930 lud er das IOC anlässlich der 28. Session nach Berlin ein, um dort den offiziellen Antrag zu stellen. Im Rahmen dieser Sitzung kam es zu Veranstaltungen, wie prunkvollen Festen und Massenvorführungen von Leibesübungen, um das Komitee auch von der organisatorischen Leistungsfähigkeit des deutschen Sports zu überzeugen. Dies gelang, sodass bei der folgenden Sitzung 1931 in Barcelona Berlin den Zuschlag für die Ausrichtung der 11. Olympischen Spiele bekam. Um eine deutschlandweite Anerkennung des Olympischen Gedankens zu erreichen und zur sportlichen Vorbereitung organisierte Theodor Lewald 1931 ein Olympia-Sportfest. Dessen Ertrag wurde zur Finanzierung der deutschen Olympiamannschaft 1932 verwendet.

### Olympische Spiele 1936

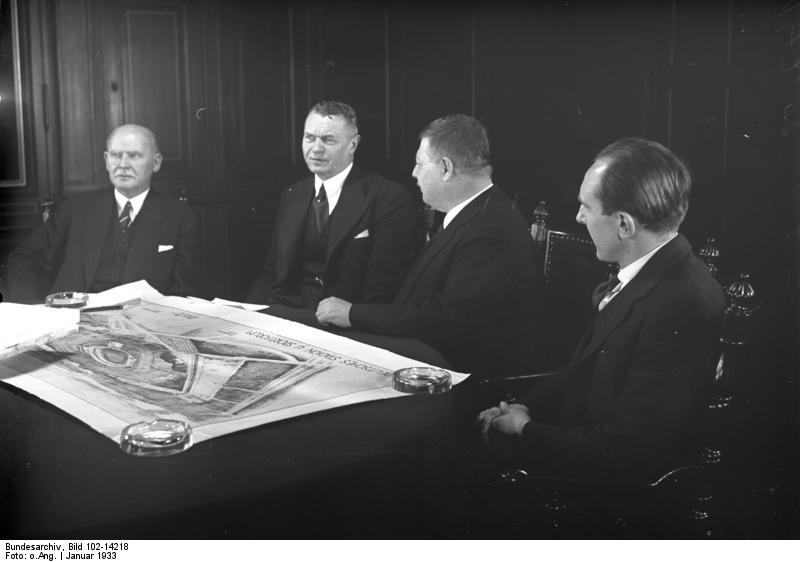
Bei den Besprechungen zum Bau des Berliner Olympiastadions;
v. l. n. r.: Lewald, Heinrich Sahm, Paul Schwarz und Walter March, 1933

Da die Nationalsozialisten zunächst den olympischen Gedanken nicht teilten und sich nicht zu den Olympischen Spielen bekannten, gründete Lewald noch vor der Ernennung Hitlers zum Reichskanzler das deutsche Organisationskomitee (OK), ließ es als eigenständigen e. V. eintragen, um sich im Konfliktfall auf das Organisationskomitee zurückziehen zu können. Auf Grund der Tatsache, dass bisher nur Hindenburg als Reichspräsident Schirmherr der Spiele war, suchte Lewald das Gespräch mit der Reichsregierung. Am 16. März 1933 bekam er in einer Audienz bei Hitler das Einverständnis des Kanzlers für die Durchführung der Olympischen Spiele. Indessen zeigte sich auch der mitanwesende Propagandaminister Joseph Goebbels interessiert, den er von der Propagandawirkung der Spiele überzeugen konnte, sodass Goebbels ihm einen besonderen Olympia-Propaganda-Ausschuss zusicherte. Obwohl sich der DRA, an dessen Spitze Lewald stand, zu den Nationalsozialisten bekannte, kam es nach dem Judenboykott am 1. April und einer damit einhergehenden öffentlichen Diffamierung Lewalds zu seinem Rücktritt. Zudem versuchte der neue Reichskommissar Hans von Tschammer und Osten, Lewald aus allen olympischen Ämtern zu verdrängen. Lewald trat von allen Ämtern im Sport außer der IOC-Mitgliedschaft und dem Vorsitz im Organisationskomitee der Sommerspiele von 1936 zurück. Die Gefahr einer Aberkennung der Austragung der Olympischen Spiele bzw. die mögliche internationale Wirkung eines solchen Vorganges bewirkten, dass er sein Amt behielt.
Die internen Bedenken des IOC wurden bei ihrer Jahrestagung in Wien im Mai 1933, bei der es um Fragen zur Abhaltung der Olympischen Spiele ging, erörtert. Gerade die USA, vertreten durch ihr IOC-Exekutivmitglied Charles H. Sherrill, betrachteten die neue politische Ausrichtung in Deutschland skeptisch und drohten bei Nicht-Einhaltung der olympischen Regeln mit einem Boykott der Spiele. In Zusammenarbeit mit der deutschen Botschaft in Wien und dem Reichsinnenministerium (RMI) versicherte die deutsche Seite, dass Lewald Präsident des Organisationskomitees bleibe, alle olympischen Regeln eingehalten würden und prinzipiell deutsche Juden nicht aus der Olympiamannschaft für die XI. Olympiade ausgeschlossen seien. Mit dieser Erklärung legte sich die Empörung der anderen Nationen, da es mit diesen Aussagen so aussah, als wenn die Olympische Charta eingehalten würde.

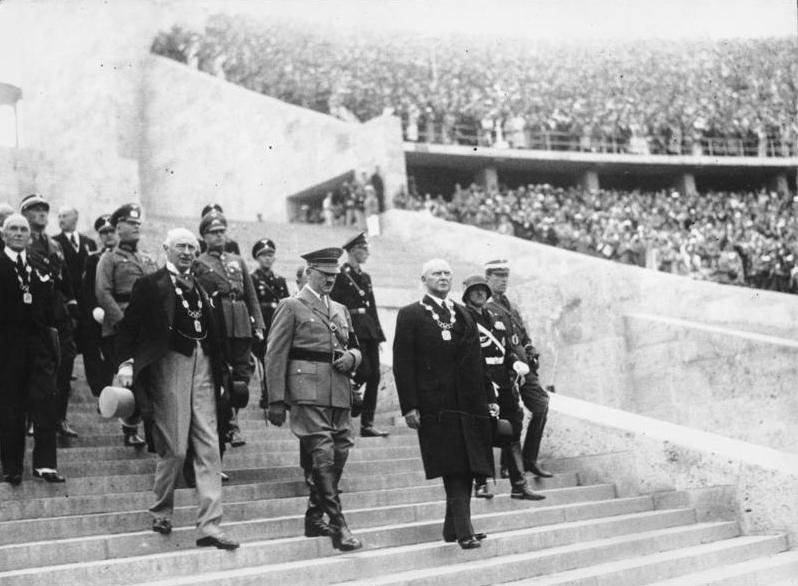
Eröffnung der Olympischen Sommerspiele in Berlin, Lewald rechts vor Adolf Hitler

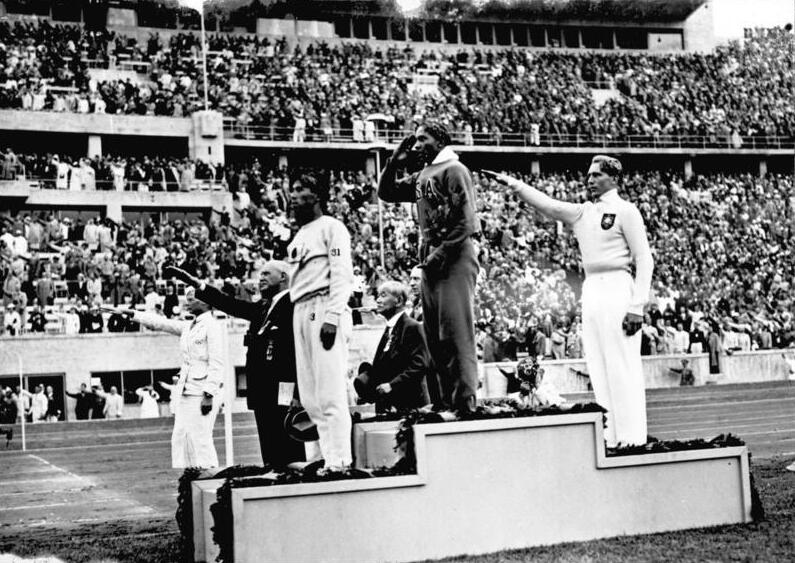
Siegerehrung im Weitsprung mit Theodor Lewald (im dunklen Anzug links vom Podium), Tajima (auf Podium links), Owens (auf Podium mittig), Long (auf Podium rechts)

Lewald hatte bis zu diesem Zeitpunkt noch befürchtet, dass es bei der Durchführung der Spiele zu Schwierigkeiten kommen könnte und stand zudem den Spielen in einem nationalsozialistischen Deutschland nicht vorbehaltlos gegenüber. Dies änderte sich jedoch mit dem 5. Oktober 1933. An diesem Tag besuchte Reichskanzler Adolf Hitler das Reichssportfeld, auf dem das Olympiagelände mit dem Ausbau des Grunewald-Stadions und das Sportforum entstehen sollte. Bis dahin hatte sich Hitler im Hinblick auf die Spiele sehr zurückgehalten. Ohne vorherige Abstimmung mit dem RMI verwarf Hitler die bestehenden architektonischen Pläne: „Nicht mehr ein bescheidenes sich selbstfinanzierendes Sportfest sollte abgehalten werden, sondern eine Monumentalveranstaltung in dem großartigsten Stadion, das die Welt bis dahin gesehen hatte.“ Hitler meinte daraufhin: „…wenn man die ganze Welt geladen hätte, müßte etwas Großartiges und Schönes entstehen… da spielten einige Millionen gar keine Rolle.“ Mit diesen Aussagen sah Lewald seine Hoffnung und Pläne verwirklicht und sich auf dem Höhepunkt seines Wirkens für den deutschen Staat, welches sein ganzes bisheriges Leben bestimmt hatte. Dieser Enthusiasmus für die anstehenden Olympischen Spiele, gestützt durch das nationalsozialistische Regime, erfasste Lewald in solchem Maße, dass er seine zuvor gelebten Tugenden wie Lauterkeit und Ehrlichkeit hintanstellte, um seine Laufbahn mit der Funktion als Sportfunktionär bei der Austragung der Olympischen Spiele zu krönen.
Besonders engagiert zeigte sich Lewald dabei, der Boykottbewegung in den USA entgegenzuwirken. In den USA entstand ein massiver Widerstand gegen eine Teilnahme an den Olympischen Spielen 1936, nachdem keine jüdischen Sportler für die deutsche Olympiamannschaft nominiert wurden und die Nürnberger Gesetze (1935) erlassen worden waren. Lewald versuchte zunächst in einer öffentlichen Erklärung dem entgegenzusteuern. Als es zur entscheidenden Abstimmung für die Teilnahme des wichtigsten amerikanischen Fachverbandes kam, der American Athletic Union (AAU), am 8. Dezember 1935, wurde mit 58 1/3 zu 55 3/4 Stimmen für eine Teilnahme an den Berliner Spielen votiert. Nicht zuletzt durch Lewalds Freunde im IOC – den Präsidenten Henri de Baillet-Latour, den Präsidenten des Internationalen Leichtathletik-Verbandes Sigfrid Edström und des Präsidenten der AAU Avery Brundage, der sich massiv für die Teilnahme engagierte, kam es zu dieser Mehrheit.
Die Planung und Durchführung der elften Olympischen Spiele der Neuzeit 1936, die nicht nur aus den sportlichen Wettkämpfen, sondern auch Festlichkeiten, Banketten und Veranstaltungen bestanden, und die daraus stammende Anerkennung galt vor allem den Verantwortlichen in den Bereichen Organisation und Durchführung Carl Diem und Theodor Lewald.

## Lewald nach den Olympischen Spielen
Nach den Spielen hatte Lewald keinen „Nutzen“ mehr für das nationalsozialistische Regime. Zudem wurde ihm seine jüdische Herkunft im Zuge der Nürnberger Gesetze zum Verhängnis. Lewald selbst hatte zu keiner Zeit seine jüdischen Wurzeln betont. Lewald wurde zwar von Edström als Vizepräsident des IOC vorgeschlagen, musste sich aber auf Drängen Hitlers aus dem Komitee zurückziehen. Er lebte weiterhin in Berlin und zog nur während der Bombenangriffe auf Berlin kurzzeitig nach Baden-Baden. Auch nach Beendigung seiner Karriere verfügte er weiterhin über gute Kontakte. Auf seinen Rat hin wurde Walter von Reichenau und nicht Hans von Tschammer und Osten als sein Nachfolger ins IOC berufen. Auch in politische Kreise reichten noch seine Kontakte, sodass er verhindern konnte, dass seine jüdische Jugendfreundin in das KZ Theresienstadt deportiert wurde. 1940 hielt er aus Anlass seines 80. Geburtstages eine längere Tischrede, in der er sein Leben rückblickend zusammenfasste. Dabei betonte er seine politische Wirksamkeit insgesamt mehr als seine sportpolitische.

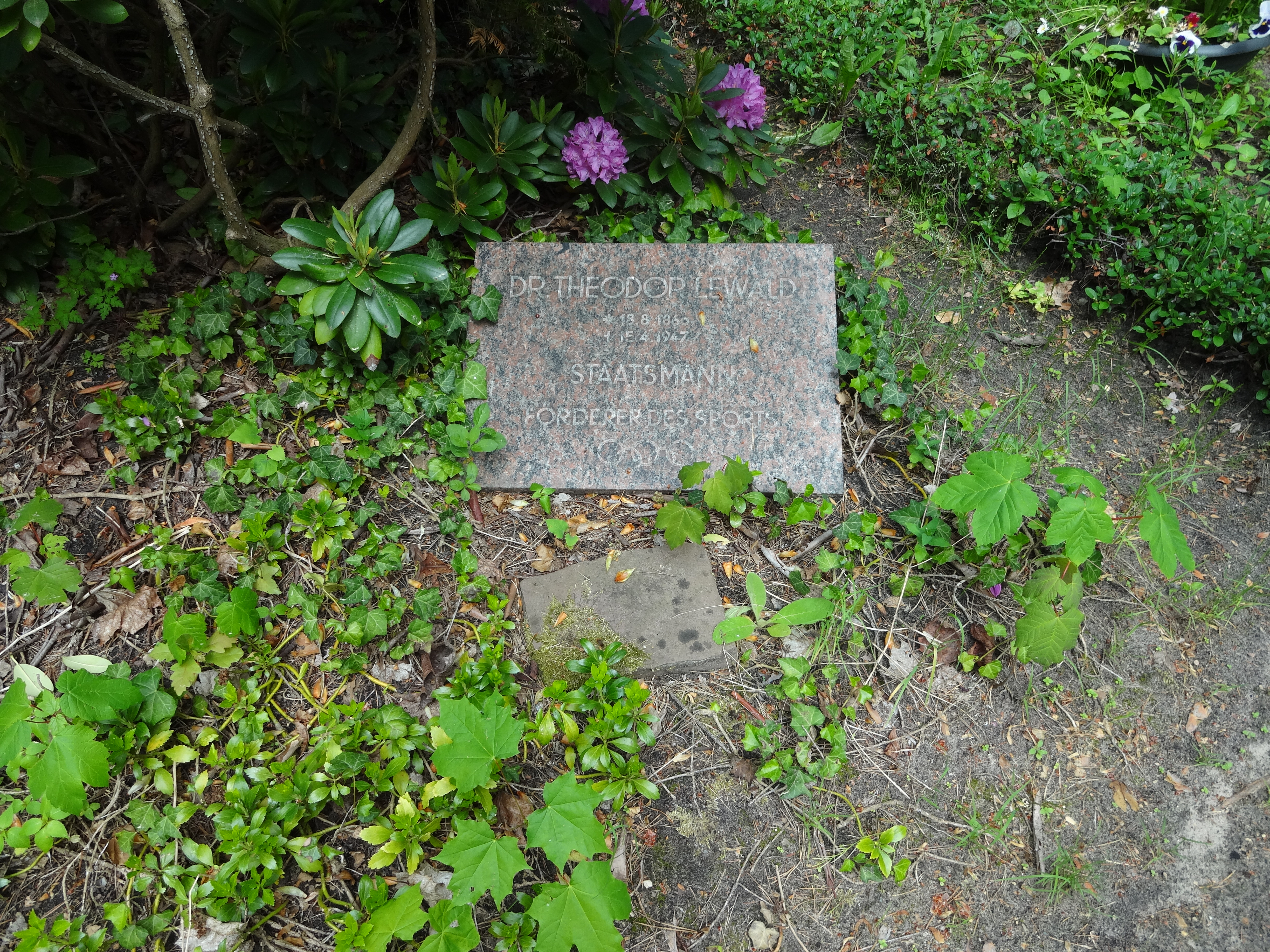
Grab von Theodor Lewald auf dem Friedhof Heerstraße in Berlin-Westend

Nach dem Krieg wohnte Lewald weiterhin in Berlin nahe der Reichsstraße, wurde von dem in der Nähe liegenden Stadion von dortigen Arbeitern mit Brennholz versorgt und von Freunden mit Lebensmittelpaketen unterstützt.
Theodor Lewald starb am 17. April 1947 im Alter von 86 Jahren in Berlin. Sein Grab befindet sich auf dem landeseigenen Friedhof Heerstraße in Berlin-Westend (Grablage: 7-C-20).

## Familie
Die Schriftstellerin Fanny Lewald war seine Tante. Der Theologe und Schriftsteller Theodor Althaus, nach dem er seinen Vornamen hatte, war sein Onkel. Der Arzt und Physiologe Otto Kestner (geborener Cohnheim) war sein Neffe.

## Ehrungen

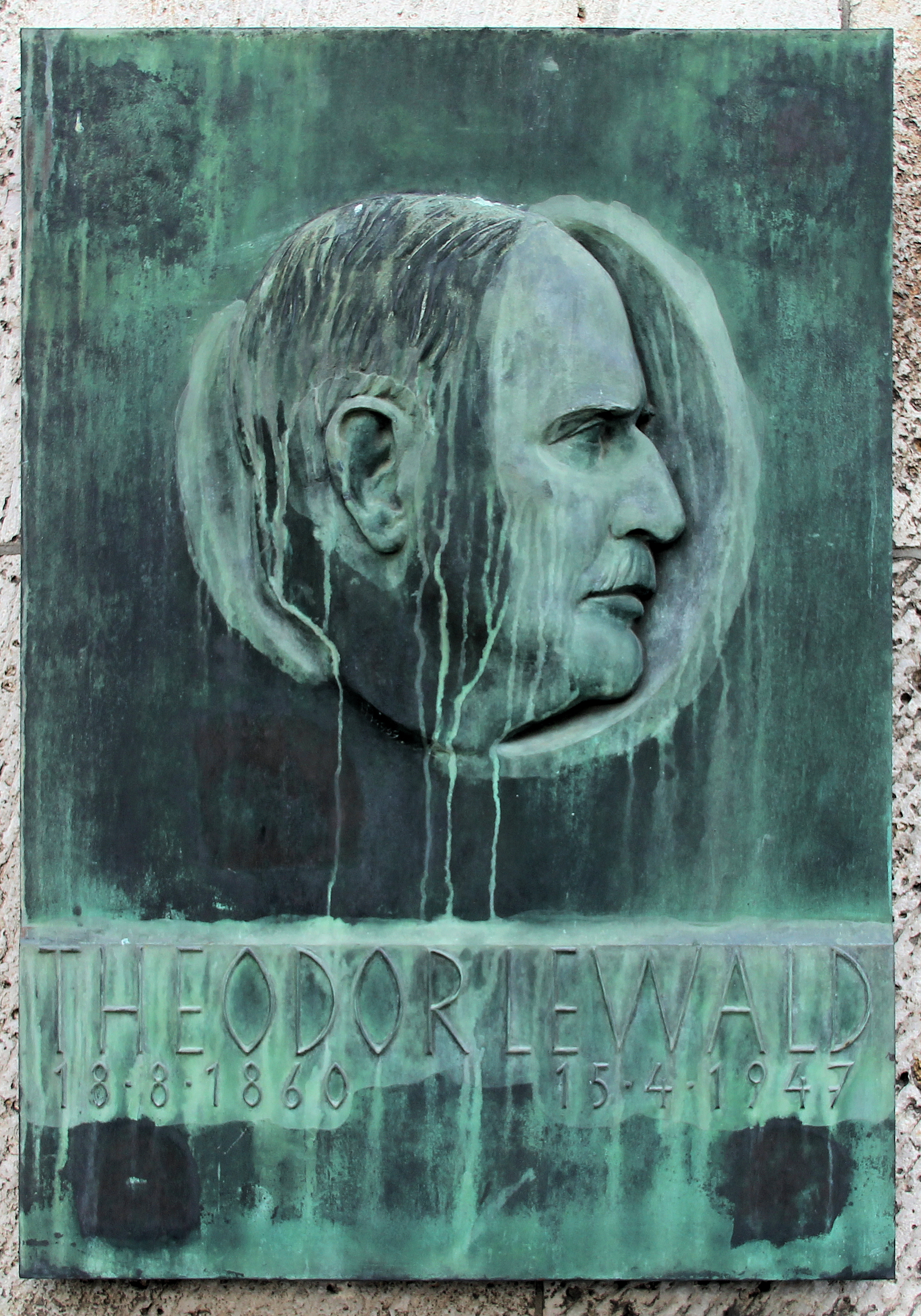
Gedenktafel am Olympiastadion Berlin, in Berlin-Westend

- Im Jahr 1904 fertigte Joseph M. Olbrich eine kunstvolle Schreibtischgruppe, bestehend aus edelsteinverziertem Tisch und einem individuell gefertigten Ledersessel, die anlässlich der Weltausstellung in St. Louis dort ausgestellt wurde. Mit einer kalligrafisch gestalteten Begleiturkunde und dem folgenden Text erhielt Lewald danach das Geschenk: „Herrn Geheimen Regierungsrat Dr. Thedor Lewald, dem tatkräftigen Ordner, Wächter und Verfechter deutschen Könnens, Wirkens und Wesens in Kunst, Wissenschaft und Gewerbe beim Wettbewerbe der Völker des fernen Westens St. Louis 1904, eingedenk seiner an Arbeit, Erfolg und Ehren reichen Tätigkeit bringen ihm freie deutsche Männer als Zeichen ihres Dankes und ihrer Verehrung diese Erinnerungsgabe dar. Berlin im Jahr 1907.“[24]
- Am Olympiastadion erinnert eine Bronzetafel an Lewalds Engagement für die Olympischen Spiele.
- Der deutsche Polarforscher Wilhelm Filchner benannte den Lewaldgletscher auf Südgeorgien nach ihm.